# Шатьмапоси
Шатьмапо́си (чув. Шетмĕпуç) — деревня в Моргаушском районе Чувашской Республики. Административный центр Шатьмапосинского сельского поселения.

## География
Находится в северо-западной части Чувашии на расстоянии приблизительно 11 км на юг-юго-восток по прямой от районного центра села Моргауши.

## История
Известна с 1859 года как Шатьмапось с 57 дворами. В 1924 году 92 двора и 459 человек.

## Население
Население составляло 347 человек (чуваши 100 %) в 2002 году, 293 в 2010.